# 富山武装乌贼
富山武装乌贼（学名：Enoploteuthis chunii），是管鱿目武装鱿科Enoploteuthis属的一种。主要分布于韩国、中国大陆，常栖息在栖居深海。